# Koiči Tanaka
Koiči Tanaka, japonski kemik, nobelovec, * 3. avgust 1959, Tojama, Japonska.

## Življenjepis
Leta 1983 je diplomiral na Univerzi Tohoku - smer elektroinženering. Aprila 1983 se je zaposlil v Shimadzu Corporation v centralnem razvojnem laboratoriju. Že maja istega leta je premeščen na področje razvoja in raziskav v oddelek za razvoj znanstvene instrumentacije. V času od januarja do decembra 1992 je dopolnjeval svoje delo v Kratos Group PLC v Združenem kraljestvu. Svoje raziskovalno delo je izpopolnjeval v Shimadzujevem razvojnem laboratoriju v Združenem kraljestvu, KRATOS group PLC in Shimadzu Analytical & Measuring Instruments Japan. Leta 2002 je dobil Nobelovo nagrado za kemijo za razvoj metod masne spektrometrije za analizo bioloških makromolekul. Januarja 2003 je bil v podjetju Shimadzu postavljen za vodjo raziskovalnega laboratorija za masno spektrometrijo.